# No. 4 Commando
4-й загін британських командос (англ. No. 4 Commando) — підрозділ спеціального призначення британських командос, що структурно входив до складу британської армії за часів Другої світової війни. Загін призначався для здійснення спеціальних операцій, у переважній більшості для проведення рейдових дій, ведення розвідки, організації диверсій на території окупованої Німеччиною Європи.
Першою бойовою операцією загону став рейд командос на окуповані німцями Лофотенські острови у березні 1941 року. Дві наступні спеціальні операції, що планувались, були скасовані та вдруге британські спецназівці взяли участь в операції «Аберкромбі» — невеликий рейд на французьке місто Нефшатель у квітні 1942 року. 22 серпня 1942 року No. 4 Commando залучалось до рейду на Дьєпп, коли її воїни висаджувались на правому фланзі групи вторгнення та змусили замовкнути німецьку берегову батарею. Втім, через великі втрати серед союзних військ подальша операція була відмінена.
У червні 1944 року загін уходив до 1-ї бригади спеціальної служби, яка в червні 1944 року здійснювала висадку в Нормандії. 4-й загін висадився на плацдармі «Сорд» за 30 хвилин раніше ніж головні сили бригади, їхнім завданням було захоплення зони висадки та артилерійської батареї в Уїстреамі. З виконанням цих завдань, загін продовжив битись на узбережжі, згодом приєднався до 6-ї повітрянодесантної дивізії, яка змагалась у боях за мости через Орн. Хоча напередодні висадки особовий склад запевнили, що за кілька днів вони повернуться до Англії, командос вели активні бої протягом 82 днів, захищаючи лівий фланг зони вторгнення, доки їх не вивели на відновлення боєздатності. За час цієї операції підрозділ зазнав понад 50 % втрат.
У листопаді 1944 року 4-й загін бився в Голландії, на островах в битві за Шельду. Після завершення війни в Європі залишався у складі окупаційних військ Великої Британії, але вже у січні 1946 року був розформований.

## Історія

### Створення
4-й загін британських командос був сформований 21 липня 1940 після відбору 500 добровольців.
Організаційно загін складався з невеличкого штабного елементу з 6 офіцерів, 4 сержантів, 23 солдатів та 8 військовослужбовців Королівських медичного й артилерійсько-технічного корпусів, що відряджалися до командос. Основними компонентами загону були 10 бойових груп (рот) по 50 осіб під командуванням капітана. Кожна бойова група поділялася на дві секції по 24 вояки з молодшим офіцером на чолі.
Основним озброєнням загону була легка піхотна зброя, а саме гвинтівки «Лі-Енфілд», легкі кулемети Брена, пістолети-кулемети Томпсона; вони практично не мали важкої чи спеціальної зброї, зокрема мінометів та артилерійських систем. До відносно важкої зброї, що застосовувалася бойовими групами командос на полі бою відносилася 13,9-мм протитанкова рушниця «Бойз». З холодної зброї командос носили бойовий кинджал Фейрберна-Сайкса, який надійшов на озброєння підрозділів для нападу та активного захисту в рукопашному бою.
13 жовтня 1940 року після місячних тренувань та відбору 4-й загін перевезли спеціальним транспортним судном «Гленгайл» до Шотландії.

### Бойовий шлях

#### 1941
20 лютого 1941 року, 4-й загін командос був оповіщений, що перекидається до Труна в Шотландії, де візьме участь у навчанні. Однак, після завантаження на борту спеціального десантного судна «Квін Емма», особовий склад був проінформований, що він братиме участь в операції «Клеймор».
4 березня 1941 року силами No. 3 та No. 4 був проведений рейд командос на Західноєвропейському театрі війни. Це була перша масштабна рейдова операція з території Британських островів з метою нападу на окуповані німцями норвезькі Лофотенські острови. Операція «Клеймор» проводилася із залученням компоненту від Королівського ВМФ.
Безпосередньо командування десантом та рейдом командос бригади спеціальної служби керував бригадир Дж. Гейтон, який мав у своєму підпорядкуванні 250 осіб із загону No. 3 під командуванням майора Дж. Данфорда-Слетера та 250 осіб загону No. 4 на чолі з підполковником Д.Лістером. На підтримку рейдовим діям Королівські інженери виділили секція підривників з 55-ї інженерної роти з другим лейтенантом Х.Тернером. Британський флот та командос підтримували норвезькі вояки під керівництвом капітана М.Лінге.
Британські командос, діючи спільно з норвезькими військовиками, успішно висадилися на практично беззахисні Лофотенські острови, де знищили або вивели з ладу значні промислові потужності з вироблення рибної олії, парафіну, паливо-мастильних матеріалів, потопили 11 німецьких суден загальною водотоннажністю 18 000 тонн. У полон було взято 228 німецьких військових та цивільних фахівців-колаборантів Квінслінга, а також 314 добровольців-норвежців. Але найзначнішим досягненням було захоплення німецької шифрувальної машини Енігма з кодами на озброєному траулері «Кребс». Британці зазнали одну втрату: офіцер випадково поранив себе з револьвера під час проведення операції.
Наприкінці 1941 року група медиків від загону No. 4 Commando взяла участь у спеціальній операції «Арчері», що проводилася силами загону No. 3 за підтримки кораблів британського флоту з метою дезорганізації тилу німецьких військ на окупованому ними норвезькому острові Вогсей у Согн-ог-Ф'юране. Для проведення операції «Арчері» британський штаб об'єднаних операцій залучив значну кількість флоту.

#### 1942
У березні 1942 року британські командос провели операцію «Колісниця», або, так званий рейд на морський порт Сен-Назер. До спеціальної операції залучались загін No. 2, який посилювався фахівцями-підривниками із загонів 1, 3, 4, 5, 6, 9 та 12.
Списаний британський есмінець «Кемпбелтаун» був начинений 4,25 тоннами вибухівки (в трюмі були зацементовані 24 глибинні бомби «Mark VII»), рухаючись поздовж атлантичного узбережжя Франції, у супроводі 18 кораблів забезпечення та підтримки, приховано підійшов до морського порту Сен-Назер і далі з розгону врізався у ворота потужного Нормандського сухого доку. У цей час, скориставшись рейвахом, що виник на місці події, командос сміливими діями вивели з ладу значну кількість об'єктів морського порту. Через 8 годин, встановлений на сповільнене підривання вибуховий пристрій, вибухнув, вщент зруйнувавши обладнання доку, вбивши 360 німецьких солдатів, й унеможливив його відновлення до кінця світової війни. У цій операції взяв участь 241 командос, 64 з них загинули в боях з противником чи зникли безвісти; ще 109 — потрапили у полон. Два командос, серед п'яти нагороджених за цей рейд, підполковник Огастес Чарльз Ньюмен та сержант Томас Дюрран, отримали вищу нагороду Британії — Хрест Вікторії. Ще 80 командос були відзначені за сміливість та відвагу іншими нагородами.

Командир загону No. 4 Симон Фрезер, 15-й лорд Ловат після повернення з операції «Ювілей». 19 серпня 1942

У квітні No. 4 Commando за підтримки 50 військовиків з канадського Карлетонського та Йоркського полку й Королівських інженерів, узяли участь у проведенні операції «Аберкромбі» — невеликому рейді на французьке місто Нефшатель. Головним завданням операції було ведення розвідки боєм, захоплення полоненого, знищення та виведення з ладу об'єктів берегової оборони і батареї прожекторів німців. Через відсутність значної кількості противника та помилкові дані розвідки операція пройшла в цілому безрезультатно. Група з 12 чоловіків, що мала вивести з ладу прожектори берегової оборони, повернулася, не виконавши завдання. Одночасно проводилися випробування новітнього десантно-висадочного засобу LCA — різновиду десантного катера Королівського військово-морського флоту Великої Британії.
19 серпня 1942 британські командос провели наступний великий рейд — цього разу на морський порт у Дьєппі. Основною ударною силою десантного угруповання була канадська 2-га піхотна дивізія, яку підтримували загони No. 3 та No. 4 Commando.
Група командос вступила у бій з артилерійською батареєю у Варанжвіль-сюр-Мер. Переважна більшість No. 4 Commando вдало виконала завдання та повернулася до бази. Капітан Патрік Портус був нагороджений за бойові заслуги у цьому рейді хрестом Вікторії.

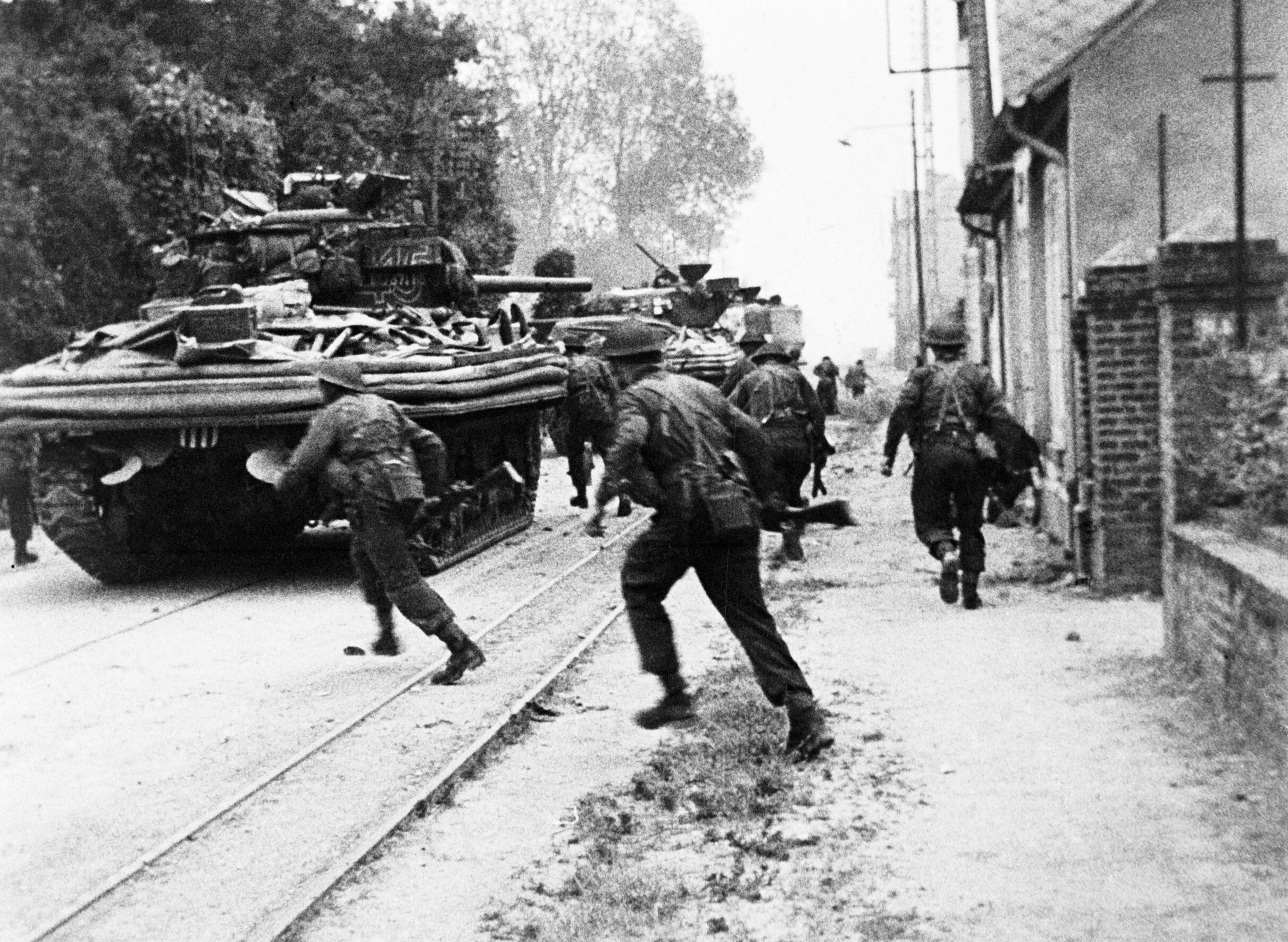
Британські командос зі складу загону No. 4 ведуть вуличний бій під прикриттям плаваючих танків Sherman DD у місті Уїстреам. плацдарм «Сорд». 6 червня 1944

#### 1944
6 червня 1944 з початком масштабного вторгнення союзних військ до континентальної Європи, 1-ша бригада спеціальної служби (No. 3, No. 4, No. 6 та No. 45 загони командос) висадилася в секторі «Квін Ред» на плацдармі «Сорд». Загін No. 4, посилений 1-ю та 8-ю бойовими групами французьких командос зі складу No. 10, після висадки діяв на лівому фланзі сил вторгнення й у наслідок ситуації, що склалася, протягом двох місяців вів запеклі бої у своєму секторі оборони.
У листопаді з початком битви на Шельді британські командос 4-ї бригади спеціальної служби та No. 41 Commando брали участь у висадці морського десанту на голландському острові Валхерен. Штурм німецьких позицій здійснювався одночасно з двох напрямків: командос висаджувалися з моря, водночас 2-га канадська та 52-га британська піхотні дивізії атакували із суходолу по насипах та дамбах. No. 4 Commando висадився на плацдармі біля Фліссінген, а No. 41 та 48 поблизу Весткапелле. У другому ешелоні сил морського десанту йшов 47-й загін командос. Протягом тижня на острові тривали затяті бої з німецькими військами, але нарешті британсько-канадські війська опанували Валхерен, захопивши у полон близько 2900 військовополонених солдатів Вермахту.